# サバルタン
サバルタン（英語: subaltern、フランス語: subalterne、イタリア語: subalterno）は、ポストコロニアル理論などの分野において用いられる、ヘゲモニーを握る権力構造から社会的、政治的、地理的に疎外された人々をさす術語。日本語では「従属的社会集団」などと訳されることがある。

## 歴史
この術語は、イタリアのマルクス主義思想家であったアントニオ・グラムシの業績に由来し、南アジア史における非エリート階層の役割に注目した南アジア史研究者たちのグループ、サバルタン・スタディーズ・グループ(Subaltern Studies Group)の業績を通してポストコロニアル理論に導入されたものである。
1970年代には、この術語は植民地統治下に置かれた南アジア亜大陸（インド亜大陸）の民衆を指す用語として使用され始めた。この概念によって、植民地化された場所の歴史記述を、植民地支配をする側の視点からではなく、植民地支配される側の視点から捉えるという新たな観点がもたらされた。マルクス主義の歴史家たちは、既にもっぱらプロレタリアートの観点から植民地の歴史を検討し始めていたが、それでも依然としてヨーロッパ中心主義的な世界観という面があり、理論的に十分ではないと見なされた。1980年代に、「サバルタン・スタディーズ」は、「南アジア史学への介入」として始まった。「サバルタン」はインド亜大陸の状況に適合するモデルとして生み出されたが、すぐに「活発なポストコロニアル批評」が様々な方向に展開されるようになった。
今日では、歴史学、人類学、社会学、人文地理学、文学において、常用される術語となっている。
日本では、1998年に（竹中千春 訳）『サバルタンの歴史：インド史の脱構築』とガヤトリ・C・スピヴァク（上村忠男 訳）『サバルタンは語ることができるか』が翻訳出版された。
1999年に『現代思想』7月号で特集「スピヴァク－サバルタンとは誰か」が組まれた。2001年に崎山政毅の『サバルタンと歴史』が刊行された。

## 意味
サバルタンは、ポストコロニアル理論において用いられる。現代の哲学や文化批判における厳密な意味については議論がある。一部の論者は、周縁化された集団や下層階級といった、エージェンシー（行為主体）たる社会的地位を与えられていない人々を指す、一般的な表現としてこの語を用いている。これに対し、ガヤトリ・C・スピヴァクなどは、より厳密な、特定の含意においてこの語を用いている。スピヴァクは次のように述べている。
サバルタンは、もともとイギリスの軍隊において大尉以下の士官（准大尉）を指す表現であったが、軍事と無関係な意味で最初にこの言葉を使ったのは、マルクス主義者アントニオ・グラムシであった。一部には、グラムシはこの言葉を、獄中から出す書簡の検閲をすり抜けるために、プロレタリアートと置き換えるべき暗号として、プロレタリアートと同義で使ったのだ、と考える者もいるが、そうではなく、この言葉の使い方には特別なニュアンスが込められており、必ずしも明快な表現ではないと考えている者もいる。 
ポストコロニアル理論の重要な思想家であるホミ・バーバ(Homi Bhabha)は、複数の論文におけるサバルタン集団の操作的定義において、社会的権力関係の重要性を強調し、次のように述べている。
ボアベンチュラ・ジ・ソウザ・サントス(Boaventura de Sousa Santos)は、2002年に発表した著書『Toward a New Legal Common Sense』の中で「サバルタン・コスモポリタニズム (subaltern cosmopolitanism)」という表現を何度も用いている。ジ・ソウザ・サントスは、反ヘゲモニー的実践、運動、抵抗、闘争を通して新自由主義的グローバライゼーションに対抗するという文脈で、とりわけ社会的疎外(social exclusion)に対する闘争について、この言葉を用いている。
ジ・ソウザ・サントスは、「多様性の平等」を求める多様性を組み込んだ規範的準拠枠を意味するものとして、「サバルタン・コスモポリタニズム」を「世界市民的合法性 (cosmopolitan legality)」という表現と同様の趣旨で用いている。この文脈において「サバルタン」という術語は、特にヘゲモニー的グローバライゼーションを相手に闘う、周縁化され抑圧された人々のことを指している。

## 理論
ポストコロニアル理論は、西洋的な知識が権力を持ち、優勢であり続ける状況を理解しようとしている。エドワード・サイードのオリエンタリズムをめぐる業績は、オリエンタリズムが、どのように、その基礎を築き、植民地支配を通した大文字の他者への優越を正当化するか、その過程を説明しているという点において、サバルタンの概念と関係するものである。サイードによれば、ヨーロッパ人は、オリエントの想像上の地誌を創造して、自分たちにとって既知の世界の外側に野蛮人や怪物がいるというイメージを予め設定した上で、それを実際に探検していったのである。オリエントの探究の初期段階においては、旅行者がもたらす怪物や異境の報告によって、こうした神話は強化されていった。オリエントが異質で奇妙な世界であることは、「私たち」と「奴ら」を二分していくメディアと言説によって、通念として固定化されていった。それはまた、オリエントとの差異を定義していくことを通して、ヨーロッパ人たちが、自らを定義していったということでもあった。ここに、オリエントは後進的で非合理的存在であり、ヨーロッパにおける意味での近代化を成し遂げるためには援助が必要な存在だ、とする植民地主義（コロニアリズム）の基礎が置かれていた。オリエンタリズムの言説は、ヨーロッパ中心主義的なものであり、オリエント自身の声を取り上げようなどとはしないのである。
スチュアート・ホールは、言説の力が西洋の優越を創造し、強化している、と論じている。ヨーロッパ人たちは、自らと他者との間の差異を表現しようとするとき、ヨーロッパの文化カテゴリー、言語、思想を用いる。言説によって生み出された知識は、実践に付され、現実となっていく。差異の言説を生産することで、ヨーロッパは他者に対する優越を維持することが可能になり、言説の生産から大文字の他者を除外することで、サバルタンを創出していくのである。
オーエン・アリク・シャハダー(Owen 'Alik Shahadah）はこの点について、アフリカについてのヨーロッパ中心的言説は、その研究を喚起した根本的なパラダイムが、そもそもアフリカの主体性を否定するところに根ざしており、まったくの誤りである、と論じ、政治的な知性主義は、客観的な研究から離れ、自身の自己肯定へと歪められていくのだと論評した。

## サバルタンの声を聞く
ジョアン・シャープ(Joanne Sharp)は、ガヤトリ・C・スピヴァクを踏まえ、西洋の思想家たちは他の様々な形態の知識のありかたを神話や伝説として捉え直し、周縁化してきたのだ、と論じている。自分たちの声を聞いてもらうためには、サバルタンたちはまず西洋の思想、論理、言語を受け入れなければならない。これを踏まえて、シャープやスピヴァックは、サバルタンたちは自らの主張なり、知識や論理の形を表現することはあり得ず、ただ西洋の知識の作法に則って自分たちの知識を形成するばかりだ、と主張している。
自分の伝統的な思考を放棄し、西洋の思考を受け入れることは、多くのポストコロニアル状況において必要とされることである。従属する側の個人が抑圧者側に話を聞いてもらえるのは、抑圧者たちの言語で話す場合だけである。そして、（言語を受け入れるという）服従の姿勢はサバルタンの真の声を濁してしまう。こうしたフィルターは、実に様々な形態で、堂々と存在している。
例えば、植民地体制下のラテンアメリカでは、サバルタンは自らの言語に、宗教や隷属のフィルターを使わなければならなかった。スペイン人の抑圧者たちの恩寵を得ようとすれば、奴隷たちや先住民たちは、スペイン王権の文化の装いで自分たちの声にマスクをしなければならなかった。1600年、フランシスカ・デ・フィゲロア(Francisca de Figueroa)が、王権に訴え出た。彼女は、スペインで奴隷とされていたアフリカ女性で、アメリカの地でやはり奴隷とされている娘と一緒にいたいと訴えたのである。アフリカとスペインの混血であった彼女は、母語を使うのを避けて、習い覚えたスペイン語で話さなければならなかった。
サバルタンの声を聞くときには、何重にも重ねられた意味の層を考慮しなければならない。まず、フランシスカにとって、自分自身を隷属者として位置づけることが重要であったことは明らかである。彼女の言葉の中には、自信心や反抗心を感じさせるところはまったくない。特にこの書簡に関する限り、彼女は自身の信仰する宗教に触れていない。もし、自分はカトリックであると明言していれば、より早く勅許が出たかもしれない。実際、審問の際に最初の方で彼女に尋ねられた質問は、フランシスカの隣人が彼女の信仰を不審に思っているということであった。フランシスカは「ムーア人でもユダヤ人でもなく、我らが聖なるカトリックの信仰に最近になって改宗した者でもなく」、カトリック信徒として3世代目にあたることが分かり、彼女の願いはよりまともに考慮されることになった。
その結果、フランシスカの願いは聞き届けられ、彼女は書簡で求めた通りに従わなければならなくなった。フランシスカは書簡の中で繰り返し自らを「ムラータ」であると記している。アフリカの血を引くことを述べるのではなく、彼女の立場についてスペイン人たちが貼っていたラベルに沿って常に自分を位置づけ、自分の立場を低く置いている。このような自ら進んで服従する態度は、サバルタンの声がどのように響くかを示す純粋な例であり、その響きは、自ら後景に退き、植民地主義のメガホンが響かせる大音量の陰に囚われたものになっている。
植民地史家のフェルナンド・コロニル(Fernando Coronil)は、「サバルタンの立場にいる主体に耳を傾け、聴こえたものを通訳する」ことを主張した。
スピヴァックとベル・フックス(bell hooks)は、大文字の「他者」へのアカデミズムの研究者の関わりについて問題を提起している。研究者がサバルタンの問題に本当の意味で向き合うためには、自らの専門家としての立場を脱中心化(decenter)する必要があるはずだ、というのである。伝統的に、研究者はサバルタンの経験について知りたがるが、サバルタンたち自身による経験の説明を求めているわけではない。西洋的知識において広く認められている見解によれば、研究者の専門的知識を踏まえたものでない限り、本当の説明にはならない、とフックスは論じている。 従属する者は、自らの知識を、西洋の研究者による利用に供するため差し出すばかりである。フックスは研究者とサバルタンの関係を次のように表現している。

## 開発についての言説
開発についての主流となっている言説は、植民地主義（コロニアリズム）とオリエンタリズムの知識の上に構築されている。それは、低開発諸国が近代化するためには、開発が進んだ西洋諸国が通ってきた道程を、同じように辿らなければならない、という理念に沿った近代化理論(modernization theory)に焦点を当てている。開発への道程は、自由貿易、市場開放、資本主義などによって特徴づけられる。開発についての主流となっている言説は、普遍的な政策を国家のレベルに適用する。
ヴィクトリア・ローソン(Victoria Lawson)は、主流派の開発言説は、サバルタンの再創出を行なっていると批判している。そうした言説は、ローカル（局地的）レベル、コミュニティ・レベルの尺度に目を向けないことによって、場所ごとに異なる地域的、階級的、民族的、ジェンダー等々の差異を考慮しないことによって、開発の主体を、従属的で知識を欠いた存在として扱い続けることによって、そして、諸主体の声や主張を開発政策や実践にとりあげないことによって、サバルタンを再び創り出しているのである。
サバルタンはその定義からして、自らの声を抑圧された集団であるが、彼らは主流派による開発行為への抗議を行動によって語り、自分たちによる開発構想を創り出すこともできる。サバルタンの集団は、権力を握ろうとする西洋に対抗し、それを打破する社会運動を創りあげる。そうした集団は地元の知識を用いて闘争し、対抗と、（主流派のそれとは異なる）オルタナティブな未来像のための空間を創りあげるのである。